# Стецькив, Тарас Степанович
Тара́с Степа́нович Сте́цькив (иногда Стецков; укр. Тарас Степанович Стецьків; род. 7 июня 1964, Львов) — украинский политический и общественный деятель, народный депутат Украины I, II, III, IV и VI созыва.

## Биография
Отец Степан Григорьевич (род. 1932) — ювелир Львовской ВО «Ювелирпром». Мать Екатерина Степановна (род. 1938) — модельер ВО «Ювелирпром».
Образование высшее, окончил Львовский государственный университет имени Ивана Франко (1986), историк.
С 1986 года — учитель школы-интерната во Львове, в 1987 году — преподаватель медицинского училища во Львове. Затем — младший научный сотрудник Львовского музея украинского искусства.
В 1987—1989 годах — секретарь и член Совета «Общества Льва» в Львове, в 1989—1990 — член президиума Львовского краевого совета Народного Руха Украины, член Большого совета Руха.
С 1991 года — член президиума Партии демократического возрождения Украины (ПДВУ). 
С декабря 1992 по сентябрь 1993 года — советник премьер-министра Украины Леонида Кучмы.
В 1990—1994 годах — народный депутат Украины I созыва, избран по Мостискому избирательному округу № 275 Львовской области. В 1 туре получил 61,98 % голосов. Входил в Народную Раду (фракция «Новая Украина»). Член Комиссии по вопросам законодательства и законности.
В 1994—1998 годах — народный депутат Украины II созыва, избран по Городоцкому избирательному округу № 273 Львовской области. Член группы «Конституционный центр» (до этого — группы «Реформы»). Член Комитета по вопросам правовой политики и судебно-правовой политики.
Член Государственной комиссии по проведению на Украине административной реформы (июль 1997 — январь 1999).
В феврале 1996 — мае 1999 — член политисполкома и политсовета, заместитель председателя по вопросам идеологической работы и председатель Львовской областной организации Народно-демократической партии (НДП).
С мая 1999 — член правления партии «Реформы и порядок» (ПРП), председатель Львовской областной организации с июня 1999.
В 1998—2002 годах — народный депутат Украины III созыва от НДП, № 10 в списке. Параллельно баллотировался по избирательному округу № 120 Львовской области. Член фракции НДП (май 1998 — июнь 1999), член фракции ПРП «Реформы-Конгресс» (с июня 1999). Член Комитета по вопросам правовой реформы (с июля 1998).
Был членом специального совета Общественной инициативы «Форум национального спасения» (с февраля 2001), членом президиума Общественного комитета сопротивления «За правду» (с марта 2001).
В 2002—2006 годах — народный депутат Украины IV созыва, избирательный округ № 118 Львовской области, выдвинут избирательным блоком партий «Блок Виктора Ющенко „Наша Украина“». Член фракции «Наша Украина» (май 2002 — сентябрь 2005), фракции политической партии «Реформы и порядок» (с сентября 2005). Член Комитета по вопросам бюджета (с июня 2002).
Во время Оранжевой революции был одним из четырёх «полевых командиров» Майдана.
В феврале — сентябре 2005 — президент Национальной телекомпании Украины (телеканал УТ-1).
На парламентских выборах 2006 года баллотировался по спискам Гражданского блока «Пора-ПРП» под № 3 в избирательном списке, однако избирательный блок не преодолел 3 % барьер.
Сентябрь 2006 — август 2007 — советник по политическим вопросам президента Украины Виктора Ющенко.
16 ноября 2006 года был исключён из ПРП «за нанесение вреда авторитету партии».
В январе 2007 года вместе с Юрием Луценко организовал общественное движение «Народная самооборона».
В 2007—2012 годах — народный депутат Украины VI созыва от Блока «Наша Украина — Народная Самооборона», № 29 в списке. Член фракции Блока «Наша Украина — Народная Самооборона», заместитель председателя (с ноября 2007). Член Комитета по вопросам топливно-энергетического комплекса, ядерной политики и ядерной безопасности, член Специальной контрольной комиссии по вопросам приватизации (с декабря 2007).
Осенью 2012 года баллотировался в Верховную раду VII созыва самовыдвиженцем по одномандатному округу № 117 во Львовской области, однако проиграл представителю «Батькивщины» Игорю Васюнику.
В 2014 году баллотировался в Верховную раду VIII созыва по избирательному списку партии «Гражданская позиция» Анатолия Гриценко (№ 7).

## Политическая позиция
Выступал за официальное признание воинов УПА участниками освободительного движения за независимость Украины.
В 2015—2019 годы неоднократно выступал в СМИ против Минских соглашений по Донбассу.

## Личная жизнь
Жена Галина Степановна (род. 1962) — учитель. Есть двое детей.
Владеет английским и польским языками. Увлекается футболом и литературой.

## Награды
Орден «За заслуги» III степени (август 2005).
30 ноября 2011 года награждён орденом святого Георгия Победоносца УПЦ КП.